# Ручка, Дмитрий Анатольевич
Дмитрий Анатольевич Ручка (укр. Дмитро Анатолійович Ручка; 25 января 1974) — украинский футболист, защитник.

## Игровая карьера
17 июня 1992 года выходил на поле в матче высшей лиги чемпионата Украины «Карпаты» — «Эвис» 2:0. Большую часть карьеры провёл в любительских коллективах, среди которых «Нива» (Нечаянное), «Таврия» (Новотроицкое), «Далис» (Комышеваха), «Колос» (Степовое). С «Таврией» становился победителем зоны любительской лиги 1993/94, после чего один сезон выступал в третьей лиге.
Весной 2001 выступал в высшей лиге Молдавии за кишинёвский «Агро», провёл 4 матча.